# Carbasea linguiformis
Carbasea linguiformis är en mossdjursart som beskrevs av Harmer 1926. Carbasea linguiformis ingår i släktet Carbasea och familjen Flustridae. Inga underarter finns listade i Catalogue of Life.